# Alexandre Coffre
Alexandre Coffre (1976) è un regista e sceneggiatore francese.

## Biografia
I suoi inizi lo vedono occuparsi di pubblicità alla Quad Productions per sette anni, periodo in cui gira alcuni spot.
Nel 2004 dirige il cortometraggio Tarif unique, interpretato tra gli altri da Mathieu Demy. 
Esordisce alla regia nel 2011 con Une pure affaire, adattamento da Powder dello scrittore inglese Matthew Kneale, mentre l'anno successivo esce Quitte ou double, il suo secondo cortometraggio. Del 2013 è il film Tutta colpa del vulcano (Eyjafjallajökull). Per il 15 dicembre 2014 è prevista l'uscita di Le père Noël.

## Filmografia

### Regista

#### Cinema
- Tarif unique - cortometraggio (2004)
- Un amico molto speciale (Le père Noël) (2014)
- Le avventure di Spirou e Fantasio (Les aventures de Spirou et Fantasio) (2018)

### Regista e sceneggiatore
- Une pure affaire (2011)
- Quitte ou double - cortometraggio (2012)
- Tutta colpa del vulcano (Eyjafjallajökull) (2013)